# Дилшод Назаров
Дилшод Чамолидинович Назаров (таџ. Дилшод Ҷамолиддинович Назаров, перс. دلشاد نظروف‌; Душанбе, 6. мај 1982) таџикистански је атлетичар чија је специјалност бацање кладива.
Освајач је сребра на Светском првенству 2015. и троструки првак Летњих Азијских игара. Четири пута је представљао Таџикистан на Летњим олимпијским играма, а на  Играма 2016., освојио је златну медаљу. На Континенталном купу 2010. у Сплиту освојио је сребро представљајући Азију.
Назаров је висок 1,87 м и има 120 кг. Лични рекорд му је 80,71 м (2013). Његов тренер је Јуриј Кускунов.
Живи у главном граду Таџикистана Душанбеу, где је председник Атлетског савеза Таџикистана. Отац му је био војник и погинуо је борећи се у Таџикистанском грађанском рату; мајка Назарова је наставница физичког васпитања.

## Значајнији резултати
| Год.                   | Такмичење                        | Место                        | Плас.                  | Рез.                   | Реф.                   |
| Представљао Таџикистан | Представљао Таџикистан           | Представљао Таџикистан       | Представљао Таџикистан | Представљао Таџикистан | Представљао Таџикистан |
| ---------------------- | -------------------------------- | ---------------------------- | ---------------------- | ---------------------- | ---------------------- |
| 1998.                  | Светско јуниорско првенство У-20 | Анси, Француска              | 15.                    | 60,02 м                |                        |
| 1999.                  | Азијско јуниорско првенство У-20 | Сингапур                     |                        | 63,56 м                |                        |
| 2000.                  | Азијско првенство                | Џакарта, Индонезија          | 7.                     | 61,62 м                |                        |
| 2000.                  | Светско јуниорско првенство У-20 | Сантјаго, Чиле               | 5.                     | 63,43 м                |                        |
| 2001.                  | Азијско јуниорско првенство У-20 | Бандар Сери Бегаван, Брунеј  |                        | 68,08 м                |                        |
| 2001.                  | Универзијада                     | Пекинг, Кина                 | 12.                    | 66,10 м                |                        |
| 2002.                  | Азијско првенство                | Коломбо, Шри Ланка           | 4.                     | 67,70 м                |                        |
| 2002.                  | Азијске игре                     | Бусан, Јужна Кореја          | 9.                     | 58,39 м                |                        |
| 2003.                  | Азијско првенство                | Манила, Филипини             |                        | 69,90 м                |                        |
| 2003.                  | Афроазијске игре                 | Хајдерабад, Индија           |                        | 69,72 м                |                        |
| 2004.                  | Олипијске игре                   | Атина, Грчка                 | —                      | БП                     |                        |
| 2005.                  | Исламске игре солидарности       | Мека, Саудијска Арабија      | 1.                     | 76,98 м                |                        |
| 2005.                  | Светско првенство                | Хелсинки, Финска             | 15.                    | 73,83 м                |                        |
| 2005.                  | Азијско првенство                | Инчон, Јужна Кореја          |                        | 71,38 м                |                        |
| 2006.                  | Азијске игре                     | Доха, Кувајт                 |                        | 74,43 м                |                        |
| 2007.                  | Азијско првенство                | Аман, Јордан                 |                        | 75,70 м                |                        |
| 2007.                  | Светско првенство                | Осака, Јапан                 | 21.                    | 71,70 м                |                        |
| 2008.                  | Олипијске игре                   | Пекинг, Кина                 | 11.                    | 76,54 м                |                        |
| 2009.                  | Светско првенство                | Берлин, Немачка              | 11.                    | 71,69 м                |                        |
| 2009.                  | Светски атлетски куп             | Солун, Грчка                 | 5.                     | 77,14 м                |                        |
| 2009.                  | Азијско првенство                | Гуангџоу, Кина               |                        | 76,92 м                |                        |
| 2010.                  | Континентални куп                | Сплит, Хрватска              |                        | 78,76 м                |                        |
| 2010.                  | Азијске игре                     | Гуангџоу, Кина               |                        | 76,44 м                |                        |
| 2011.                  | Светско првенство                | Тегу, Јужна Кореја           | 10.                    | 76,58 м                |                        |
| 2012.                  | Олипијске игре                   | Лондон, Уједињено Краљевство | 10.                    | 73,80 м                |                        |
| 2013.                  | Азијско првенство                | Пуне, Индија                 |                        | 78,32 м                |                        |
| 2013.                  | Светско првенство                | Москва, Русија               | 5.                     | 79,31 м                |                        |
| 2014.                  | Азијске игре                     | Инчон, Јужна Кореја          |                        | 76,82 м                |                        |
| 2015.                  | Азијско првенство                | Вухан, Кина                  |                        | 77,68 м                |                        |
| 2015.                  | Светско првенство                | Пекинг, Кина                 |                        | 78,55 м                |                        |
| 2016.                  | Олипијске игре                   | Рио де Женеиро, Бразил       |                        | 78,68 м                |                        |

## Лични рекорд
| Дисциплина     | Резултат | Место | Датум         |
| -------------- | -------- | ----- | ------------- |
| Бацање кладива | 80,71 м  | Хале  | 25. мај 2013. |